# Slangerup kloster
Slangerup kloster var ett katolskt kloster för kvinnor tillhörigt benediktinorden och (från 1187) cisterciensorden i Slangerup i Danmark.  Det grundades 1170, och upplöstes under reformationen i Danmark. 